# 联邦广场 (渥太华)
联邦广场（英語：Confederation Square）是加拿大安大略省渥太华市中心的一个城市广场，被认为是该市第二重要的仪式中心，仅次于国会山。联邦广场大致呈三角形，广场中心是国家战争纪念碑，Valiants Memorial在其外围。广场北到威靈頓街，东西两面是伊利近街。
联邦广场在1984年列为加拿大国家历史遗产。广场的重要性不仅在于其中心位置，而且是加拿大罕见的受城市美化运动影响的广场。广场周围环绕着地标建筑包括：劳里埃城堡、政府会议中心、国家艺术中心、Central Chambers、Scottish-Ontario Chambers、中央邮局、朗之萬樓和国会东大楼。广场部分跨越丽都运河（世界遗产）。